# Columba versicolor
Columba versicolor là một loài chim trong họ Columbidae.